# Estuarij Torasi
Estuarij Torasi je estuarij rijeke Bensbach, koji se nalazi na južnom kraju granice Indonezije i Papue Nove Gvineje. Ulijeva se u Arafursko more. Ušćem estuarija upravlja Indonezija, a  brodovi Papue Nove Gvineje imaju pravo prolaska kroz ušće. Na zapadnoj obali nalazi se ispostava indonezijske mornarice koja također djeluje kao granična kontrola za reguliranje imigracije između građana dviju zemalja.